# Форекария
Форекария (фр. Forécariah) — город на юго-западе Гвинеи, административный центр префектуры Форекария.

## Горная промышленность
Форекария — станция на железной дороге большой грузоподъёмности между шахтой Калия и портом Матаконг для экспорта железной руды. Одна из шахт находится в Калии.

## Эпидемия лихорадки Эбола
Исмаил Ульд Шейх-Ахмед, глава Миссии Организации Объединенных Наций по реагированию на чрезвычайные ситуации в связи с Эболой (UMEER), посетил Форекарию в марте 2015 года, будучи обеспокоенным продолжающимся большим числом случаев лихорадки Эбола. Он призвал к более тесному сотрудничеству между службами здравоохранения Гвинеи и соседней Сьерра-Леоне. Это было связано с тем, что три четверти всех случаев заболевания Эболой в мире были зарегистрированы в объединённых районах префектуры Форекария и соседнего округа Камбия в Сьерра-Леоне.